# Krakowskie Studia z Historii Państwa i Prawa
Krakowskie Studia z Historii Państwa i Prawa – czasopismo naukowe publikujące artykuły z zakresu szeroko pojętej historii prawa, państwa oraz doktryn politycznych i prawnych. Autorami są historycy państwa i prawa oraz doktryn politycznych i prawnych z polskich i zagranicznych ośrodków naukowych.
Redakcja: Wacław Uruszczak (redaktor naczelny), Dorota Malec, Michał Ożóg, Krzysztof Fokt, Maciej Mikuła (sekretarz redakcji).
Od 2019 indeksowane w SCOPUSie.